# Komórki Bénarda

Komórki konwekcyjne w polu grawitacyjnym

Komórki Bénarda – komórki konwekcyjne obserwowane w cieczy podgrzewanej od dołu.
Komórki te zostały zaobserwowane przez francuskiego fizyka Henriego Bénarda w roku 1900. W oryginalnym eksperymencie Bénard wykorzystał cienką warstwę wielorybiego tłuszczu podgrzewaną od spodu. W ten sposób uzyskał charakterystyczny obraz stosunkowo regularnych komórek konwekcyjnych, nazwanych później od jego nazwiska.